# Wachovia
Wachovia, és una regió de Carolina del Nord, als Estats Units. Cobreix la major part del comtat de Forsyth.
Va ser fundada per emigrants austríacs membres de l'Església moraviana l'any 1753. La colònia de 400 km² va ser nomenada en record a Wachau, un tram de la vall del Danubi austríac. El bisbe de la comunitat, Gottlieb Spangenberg (1704-1792), hi va trobar un paisatge que assemblava la regió de Wachau ((llatí Wachovia) d'on prevenia el seu predecessor, el bisbe i teòleg protestant, el comte Nicolaus Ludwig von Zinzendorf (1700-1760) inspirador dels moravians).
La Wachovia Corporation, una banca, hi va ser fundada el 1879, des de 2008 part del grup multinacional Wells Fargo.

## Llocs d'interés
- Districte històric Bethabara: Poble museal i restes arqueològiques de la primera comunitat moraviana
- Bethania, municipi històric i més gran del comtat de Forsyth, fundat el 1759